# Ahvenvuoma
Ahvenvuoma este o arie protejată (arie specială de conservare — SAC, sit de importanță comunitară — SCI) din Finlanda întinsă pe o suprafață de 2.207 ha, integral pe uscat.

## Localizare
Centrul sitului Ahvenvuoma este situat la coordonatele 67°35′11″N 24°59′24″E / 67.5864°N 24.99°E.

## Înființare
Situl Ahvenvuoma a fost declarat sit de importanță comunitară în august 1998 pentru a proteja 2 specii de plante și 1 specie de animale. Situl a fost protejat și ca arie specială de conservare în aprilie 2015.

## Biodiversitate
Situată în ecoregiunea boreală, aria protejată conține 7 habitate naturale: Ape oligotrofe din câmpii nisipoase, cu un conținut foarte redus de minerale (Littorelletalia uniflorae), Turbării active, Mlaștini turboase de tranziție și turbării mișcătoare, Mlaștini alcaline, Turbării Aapa, Taiga vestică, Mlaștini împădurite.
La baza desemnării sitului se află mai multe specii protejate:
- plante (2): Hamatocaulis vernicosus, ochii-șoricelului (Saxifraga hirculus)
- mamifere (1): vidră de râu (Lutra lutra)

Pe lângă speciile protejate, pe teritoriul sitului au mai fost identificate 1 specie de plante, 6 specii de păsări, 1 specie de mamifere, 1 specie de nevertebrate.